# Minas Locomotiva
O América Locomotiva, antigo Minas Locomotiva, é uma equipe de futebol americano brasileira, sediada em Belo Horizonte, Minas Gerais. Tricampeão mineiro, o América Locomotiva é a equipe mais antiga do estado.

## História

### O início
Em 2005, um grupo de amigos resolveu praticar futebol americano no Parque Ecológico da Pampulha. O que seria só uma diversão entre poucos jovens, acaba atraindo a atenção de mais pessoas, que, unidos por um só ideal, decidem por fundar o primeiro time de futebol americano de Minas Gerais. 

### Escolha do nome
Antes de se chamar "Minas Locomotiva", a primeira equipe de futebol americano de Minas Gerais, chamava-se "BH Goldminers". Contudo, para uma melhor difusão do esporte no estado e no país, foi combinado que a troca por um nome em português seria melhor e assim, foi escolhido o nome "Minas Locomotiva".  

### O primeiro campeonato
Em 2007, o time contava com cerca de 30 atletas e começou a se estruturar tecnicamente, jogadas mais complexas começaram a surgir, e organizacionalmente. Nesse período o time participou do seu primeiro campeonato, o Pantanal Bowl I. Foram 30 horas de viagem até Cuiabá e o primeiro jogo do Locomotiva foi contra o carioca Ilha Avalanche, que já tinha participado de duas edições do tradicional Carioca Bowl, no dia 7 de setembro de 2007. O jogo foi apertado e terminou com a vitória do time carioca por 12 a 6. A segunda partida aconteceu no dia seguinte, o Locomotiva enfrentou o anfitrião Cuiabá Arsenal, perdendo por 35 a 0.

### A primeira vitória
Com duas derrotas no campeonato, o Locomotiva ainda sonhava com a segunda colocação, mas precisa de uma combinação de resultados: Arsenal precisava ganhar do Avalanche e o Locomotiva dos Federais (equipe formada por jogadores de São Paulo, Brasília, Morrinhos, Manaus e Rio de Janeiro). Os anfitriões ganharam dos cariocas de 23 a 0 e o time mineiro fez sua parte. A primeira vitória do Locomotiva aconteceu no dia 9 de setembro de 2007, no Estádio Eurico Gaspar Dutra, o Dutrinha, e o placar foi 28 a 8. Com esse resultado, o Minas ficou com a segunda posição em seu primeiro campeonato. Nesse período foi organizado o I Interno Bowl, com quatro times de seis jogadores disputando um torneio entre os jogadores do Minas Locomotiva, tornando-se tradição nos finais de ano.

### O crescimento do esporte em Minas Gerais
Em 2008, o Minas Locomotiva passa a ser uma associação desportiva, uma das primeiras do país. Com isso, adquiriu personalidade própria, podendo realizar diversos trabalhos e captar verbas para o desenvolvimento do esporte. Nesse ano o Locomotiva participou de seu segundo torneio interestadual, a Copa Vienne em Vila Velha. O campeonato contou com a participação do Vila Velha Tritões (ES), Seleção Carioca (com jogadores de diversos times cariocas) e ES Federals (seleção capixaba com jogadores do Vitória Blue Marlins, Vitória White Sharks, Vila Velha Rhinos e Santa Tereza Hunters). O Locomotiva derrotou a Seleção Capixaba e perdeu para a Seleção Carioca e Tritões, terminando o campeonato na terceira posição.
O futebol americano começou a se espalhar por Minas Gerais e o Locomotiva já não era o único time no estado. O time viajou Minas e jogou amistosos contra Arcos Pegasus, Ipatinga Atroz e Uberlândia Lobos. A prova desse crescimento foi o primeiro Campeonato Mineiro de Futebol Americano em 2009. 

### O primeiro título
O campeonato contou com a presença do Uberlândia Lobos, Ipatinga Atroz, Arcos Pegasus e Juiz de Fora Red Fox. O torneio foi dividido em duas etapas. A primeira foi realizada em Ipatinga e Uberlândia, entre os dias 5 e 7 de setembro. A segunda etapa (semifinal e final) foi disputada em Belo Horizonte, nos dias 31 de outubro e 2 de novembro. O Locomotiva venceu seus quatro jogos e sagrou-se o primeiro campeão mineiro de futebol americano. 

### Os primeiros campeonatos nacionais
Começando 2010 estruturado e com um elenco com mais de 60 jogadores, o Locomotiva conseguiu alcançar um objetivo perseguido a muitos anos: se tornar um time full pad. Em março, aproximadamente 40 jogadores já estavam devidamente equipados e o planejamento já estava traçado. Agora full pad, a equipe passou a figurar nos quadros das equipes da Liga Brasileira de Futebol Americano (LBFA). Em 2010, o Minas Locomotiva participou da primeira temporada da LBFA que contou com a participação de 14 equipes de diversos estados do Brasil. O primeiro jogo full pad foi pela LBFA contra o Fluminense Imperadores (atual Flamengo Imperadores). 
O ano de 2011 começou com o segundo título do Desafio do Triângulo, onde enfrentamos o Uberlândia Lobos e Ribeirão Preto Challengers (atual Challengers FA). A temporada seguiu com a segunda edição da LBFA e o Locomotiva encerrou a temporada com duas vitórias e quatro derrotas. Em novembro, o Minas Locomotiva iniciou seu time júnior, cujo objetivo é formar a nova geração de atletas do Locomotiva. 

### O segundo título mineiro e a projeção nacional
Em 2012, na segunda edição do Campeonato Mineiro, o primeiro organizado pela Federação Mineira de Futebol Americano (FEMFA), que contou com a participação do Uberlândia Lobos, Ipatinga Tigres e Pouso Alegre Gladiadores, o Minas Locomotiva alcança o bicampeonato, novamente de forma invicta.
Ainda em 2012, o Locomotiva conquistou sua primeira vaga nos playoffs do Campeonato Brasileiro de Futebol Americano, após terminar a fase de grupos com uma campanha de quatro vitórias (Spartans Football, Cabritos FA e Brasil Devilz) e duas derrota (Fluminense Imperadores). Nos playoffs, o adversário serio o São Paulo Storm, mas os anseios do time esbarraram em um erro da empresa contratada para levar os jogadores até São Paulo. O Locomotiva não compareceu e o Storm venceu a partida por WO. O Locomotiva encerrou 2012 com a melhor campanha da sua história, dez vitórias e três derrotas.

### Torneio Touchdown
Em 2013, o Locomotiva se mudou para o Torneio Touchdown e alcançou a vaga nos playoffs logo na sua primeira participação. Foram 6 vitórias (Vitória Antares, Brasília V8, Tubarões do Cerrado, Bulls FA, Uberlândia Lobos e Vitória All Saints) e 1 derrota (Vasco Patriotas) ao longo da temporada regular, a segunda melhor defesa do campeonato e um jogador presente na seleção do campeonato, o safety Leo Bahmed. O Locomotiva foi eliminado nos playoffs pelo Tritões FA, mas não sem lutar, o jogo terminou 33 a 24 para o time capixaba, que virou a partida no último quarto.
Após duas temporadas ruins, foram treze derrotas e três vitórias em 2014 e 2015, o Minas Locomotiva concentrou seus esforços na terceira edição do Campeonato Mineiro de 2016. 

### Tricampeonato mineiro
A terceira edição contou com o Locomotiva, Uberlândia Lobos, Pouso Alegre Gladiadores e os estreantes Get Eagles, Uberaba Zebus e Timóteo Titans. A partida de abertura do torneio ocorreu no estádio Independência, em Belo Horizonte, com vitória do Minas Locomotiva sobre o Get Eagles (atual Galo Futebol Americano).
Após três vitórias, o Locomotiva consegue a vaga para a grande final, o Minas Bowl, dentro do Estádio Mineirão. O maior palco do futebol mineiro foi testemunha de um dos melhores jogos de futebol americano já jogados em Minas Gerais. O Get Eagles foi para o intervalo vencendo por 12 a 0, mas dois touchdowns nos dois minutos finais mudaram a partida e, mais uma vez, o Minas Locomotiva ficou com o título do campeonato, se tornando tricampeão invicto, diante de um público de quase 9.000 pessoas, um marco para o esporte no país.
Ainda em 2016, o Minas Locomotiva participou da Superliga Nacional de Futebol Americano, a primeira competição nacional unificada. Foram 30 times de todo o país e o Locomotiva foi o representante de Minas Gerais, terminando a temporada com duas vitórias e quatro derrotas.

### O ano da mudança
Em 2017, o Minas Locomotiva participou da primeira edição da Brasil Futebol Americano (BFA), que substituiu a Superliga Nacional. O Locomotiva encerrou a temporada com cinco derrotas e nenhuma vitória, mas esse não foi o fim da temporada.
Ainda em 2017, foi criado o time de desenvolvimento do Minas Locomotiva, ML2, projeto que visa realizar um processo específico de desenvolvimento de atletas a fim de prepará-los para compor a equipe principal. O time disputou a Copa Ouro, torneio voltado para equipes em desenvolvimento, em novembro e, de forma invicta, foi campeão da sua primeira edição. 
O primeiro Campeonato Mineiro de Flag Football, disputado entre os dias 3 e 5 de novembro em Ouro Preto, contou com a participação do Minas Locomotiva Flag, que voltou para Belo Horizonte com três vitórias, uma derrota e o título de campeão mineiro de Flag Football 
Em 28 de novembro de 2017, o Minas Locomotiva se associou ao América Mineiro e passou a se chamar América Locomotiva.

## Estatísticas

### Geral
- Atualizado até a temporada de 2017

| Time principal          | Time principal | Time principal | Time principal | Time principal     | Time principal | Time principal |
| ----------------------- | -------------- | -------------- | -------------- | ------------------ | -------------- | -------------- |
| Jogos                   | 84             | Temporadas     | 11             | Média p/ Temporada | 7,63           |                |
| Vitórias                | 41             | % de Vitórias  | 49%            | Média p/ Temporada | 3,72           |                |
| Empates                 | 0              | % de Empates   | 0%             | Média p/ Temporada | 0              |                |
| Derrotas                | 43             | % de Derrotas  | 51%            | Média p/ Temporada | 3,9            |                |
| Pontos feitos           | 1426           | Média p/ Jogo  | 16,97          | Média p/ Temporada | 129,63         |                |
| Pontos sofridos         | 1527           | Média p/ Jogo  | 18,17          | Média p/ Temporada | 138,81         |                |
| Time de desenvolvimento |                |                |                |                    |                |                |
| Jogos                   | 4              | Temporadas     | 1              | Média p/ Temporada | 4              |                |
| Vitórias                | 4              | % de Vitórias  | 100%           | Média p/ Temporada | 4              |                |
| Empates                 | 0              | % de Empates   | 0%             | Média p/ Temporada | 0              |                |
| Derrotas                | 0              | % de Derrotas  | 0%             | Média p/ Temporada | 0              |                |
| Pontos feitos           | 109            | Média p/ Jogo  | 27,25          | Média p/ Temporada | 109            |                |
| Pontos sofridos         | 30             | Média p/ Jogo  | 7,5            | Média p/ Temporada | 30             |                |

### Por competição
- Atualizado até a BFA de 2017
- V = Vitórias, D = Derrotas, E = Empates, PF = Pontos feitos, PS = Pontos sofridos, S = Saldo

| Competições                        | V  | D  | E | PF  | PS  | S    |
| Time principal                     |    |    |   |     |     |      |
| Campeonato Estadual                | 15 | 0  | 0 | 513 | 77  | 436  |
| BFA (2017-atualmente)              | 0  | 5  | 0 | 23  | 148 | -125 |
| Superliga Nacional (2016)          | 2  | 4  | 0 | 130 | 116 | 14   |
| Touchdown (2013-2015)              | 8  | 14 | 0 | 281 | 486 | -205 |
| Campeonato Brasileiro (2012)       | 4  | 3  | 0 | 127 | 130 | -3   |
| Liga Brasileira (2010-2011)        | 3  | 9  | 0 | 81  | 273 | -192 |
| Desafio do Triângulo (2009 e 2011) | 3  | 0  | 0 | 72  | 42  | 32   |
| Copa Vienne (2008)                 | 1  | 2  | 0 | 29  | 66  | -37  |
| Pantanal Bowl (2007)               | 1  | 2  | 0 | 34  | 55  | -21  |
| Amistosos                          | 4  | 4  | 0 | 154 | 119 | 35   |
| Time de desenvolvimento            |    |    |   |     |     |      |
| Copa Ouro (2017)                   | 4  | 0  | 0 | 109 | 30  | 79   |

## Títulos
Desafio do Triângulo: 2009

Campeonato Mineiro: 2009

Desafio do Triângulo: 2011

Campeonato Mineiro: 2012

Campeonato Mineiro: 2016